# Herb gminy Blizanów
Herb gminy Blizanów – jeden z symboli gminy Blizanów, autorstwa Władysława Kościelniaka, ustanowiony 17 lutego 1995.

## Wygląd i symbolika
Herb przedstawia na tarczy dzielonej w słup w polu lewym na zielonym tle (symbol rolniczego charakteru gminy) srebrną stylizowaną literę „B” (od nazwy gminy), w polu prawym brązowe pół głowy tura na biało-czerwonej szachownicy (herb powiatu kaliskiego), natomiast między polami złotą koronę, symbolizującą przynależność ziem gminy do Przemysła II. 